# Xeneboda kumasiana
Xeneboda kumasiana es una especie de polilla de la familia Tortricidae. Se encuentra en Ghana.